# Louis Woodzack
Louis "Lollan" Wodzak (Herman Louis Gottlieb Wodzak), född 11 november 1893, död 27 december 1955, var en svensk bandy- och ishockeyspelare.
Louis Wodzak började spela bandy i IFK Uppsalas B-lag 1907 och representerade A-laget 1911-1927. Han deltog i tio SM-finaler mellan åren 1911 och 1921 och blev svensk mästare med IFK Uppsala nio gånger. Wodzak spelade under sin karriär på alla platser i laget, utom som målvakt. Han tilldelades Svenska Bandyförbundets hedersdiplom och förtjänstmedalj, samt IFK Uppsalas hedersnål. Wodzak är stor grabb i bandy som nummer 78.
Utöver bandy spelade han också ishockey och spelade med IFK Uppsala den första ishockeymatchen i Sverige, som gick av stapeln den 30 januari 1921 på Stockholms stadion. IFK Uppsala utmanades som flerfaldiga svenska mästare i bandy och motståndare var dåtidens europeiska giganter inom ishockey, Berliner Schlittschuh Club. IFK Uppsala vann med 4-1 (4-0, 0-1).
Senare samma år, den 23 februari 1921, deltog Louis Wodzak som back i ishockeylandslaget i EM-finalen mot Tjeckoslovakien. Sverige vann guld genom vinst med 7-4.